# Arsen Alachverdijev
Arsen Alachverdijev, född den 24 januari 1949 i Magaramkent, Dagestan, är en sovjetisk brottare som tog OS-silver i flugviktsbrottning i fristilsklassen 1972 i München. 